# Tmesisternus ochraceosignatus
Tmesisternus ochraceosignatus är en skalbaggsart som beskrevs av Stefan von Breuning 1939. Tmesisternus ochraceosignatus ingår i släktet Tmesisternus och familjen långhorningar.
Artens utbredningsområde är Sulawesi. Inga underarter finns listade i Catalogue of Life.